# تویوتا آکوا
تویوتا آکوا (به انگلیسی: Toyota Aqua) و (ژاپنی: トヨタ・アクア هپبورن: Toyota Akua) یک خودروی تمام هیبرید برقی کامپکت کوچک/سوپرمینی هاچ‌بک (سگمنت بی) است که از سال ۲۰۱۱ توسط تویوتا تولید و به بازار عرضه شده است. پلاک خودروی هیبریدی بازار داخلی ژاپن، به عنوان جایگزین کوچکتر برای لیفت بک پریوس سی، پریوس به بازار عرضه شده است.
‏آکوا به عنوان موفق‌ترین مدل خودرو در ژاپن در ۲۰ سال گذشته شناخته می‌شود. تا تاریخ ژانویه ۲۰۱۷, ‏آکوا/پریوس سی با فروش ۱٫۳۸۰٫۱۰۰ دستگاه خودرو در سراسر جهان، دومین مدل پرفروش تویوتا هیبریدی پس از پریوس معمولی است. ژاپن به عنوان رهبر بازار آکوا ۱٫۱۵۴٫۵۰۰ دستگاه خودرو از این مدل را تا ژانویه ۲۰۱۷ فروخته است. آکوا برای ۳ سال متوالی، از سال ۲۰۱۳ تا ۲۰۱۵، پرفروش‌ترین خودروی (غیر-کی) در ژاپن بود.
نام آکوا در لاتین به معنای 'آب' است. این نام به این معنی بود که خودرو را با «تصویر شفافیت تمیز» و «چیزی که در سطح جهانی گرامی داشته می‌شود» مرتبط کند.

## نسل اول (ان‌اچ‌پی ۱۰ (NHP 10)؛ ۲۰۱۱)
‏
نسخه تولیدی نسل اول آکوا نمایشگاه خودروی توکیو ۲۰۱۱ رونمایی شد. طراحی آن قبلاً توسط خودروی مفهومی پریوس سی که در ژانویه ۲۰۱۱ در نمایشگاه بین‌المللی خودروی آمریکای شمالی رونمایی شد، پیش نمایش داده شده بود. اولین فیس‌لیفت در دسامبر ۲۰۱۴ همراه با یک نسخه الهام گرفته از ‏کراس‌اوور به نام X-URBAN معرفی شد. دومین فیس‌لیفت در ژوئن ۲۰۱۷ معرفی شد که نوع الهام گرفته از کراس‌اوور باز طراحی شد و به آکوا کراس‌اوور تغییر نام داد.

‏

آکوا ۲۰۱۱ (قبل از-فیس‌لیفت)
آکوا ۲۰۱۵ (اولین فیس‌لیفت)
آکوا ۲۰۱۷ (دومین فیس‌لیفت)
آکوا کراس‌اوور ۲۰۱۸

## نسل دوم (ایکس‌پی۲۱۰ (XP210)؛ ۲۰۲۱)
نسل دوم آکوا در ۱۹ ژوئیه ۲۰۲۱ رونمایی شد و در همان روز به فروش رسید. که بر روی پلتفرم جی‌ای-بی مشترک با ایکس‌پی۲۱۰ مجموعه یاریس، فاصله بین دو محور نسبت به نسل قبلی ۵۰ میلیمتر (۲٫۰ اینچ) افزایش یافته است. عرض ۱٬۶۹۵ میلیمتر (۶۶٫۷ اینچ) را حفظ کرده و به آن اجازه می‌دهد در رده «خودروی کامپکت کوچک» طبق مقررات ابعاد دولتی ژاپن باقی بماند. در ابتدا در چهار سطح درجه B, X، G و Z ارائه شد. درجه جی‌آر اسپورت بعداً در اواخر نوامبر ۲۰۲۲ اضافه شد.
به گفته تویوتا، نسل دوم آکوا اولین وسیله نقلیه جهان است که از باتری نیکل– هیدرید فلز استفاده می‌کند. این دو برابر باتری استاندارد هیدرید نیکل-فلز در نسل قبلی خروجی دارد. به گفته این خودروساز، این باتری همچنین واکنش بهتر پدال گاز را ارائه می‌دهد و شتاب‌گیری خطی و صاف را از سرعت‌های پایین ممکن می‌کند. محدوده سرعتی که وسیله نقلیه می‌تواند تنها با نیروی الکتریکی کار کند نیز افزایش یافته است. این باتری در درجه‌های X, G، Z و جی‌آر اسپورت استفاده می‌شود، در حالی که درجه B از واحد باتری یون‌لیتیم استفاده می‌کند.

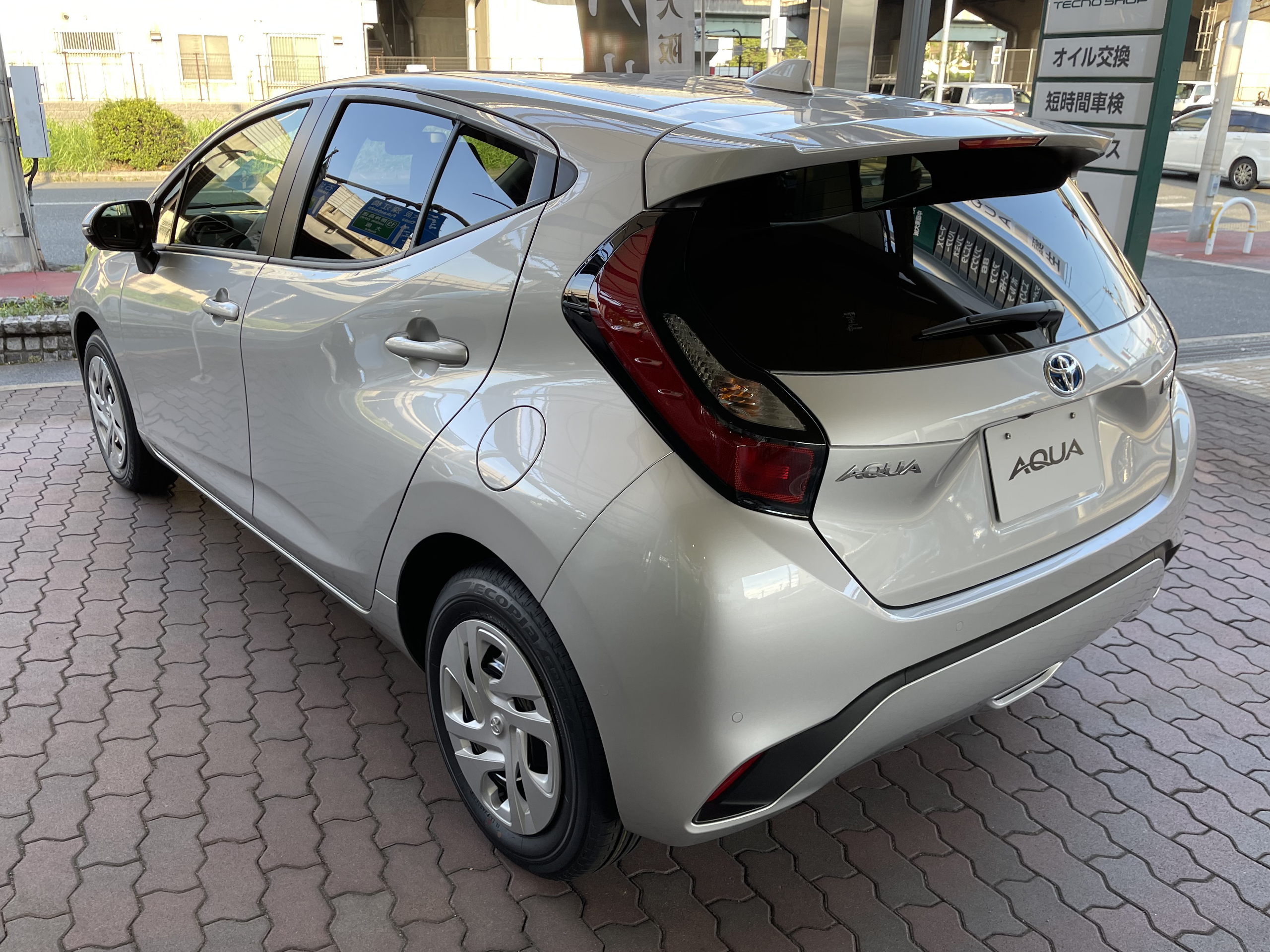
آکوا ایکس ۲۰۲۱ (ام‌ایکس‌پی‌کی۱۱، ژاپن)
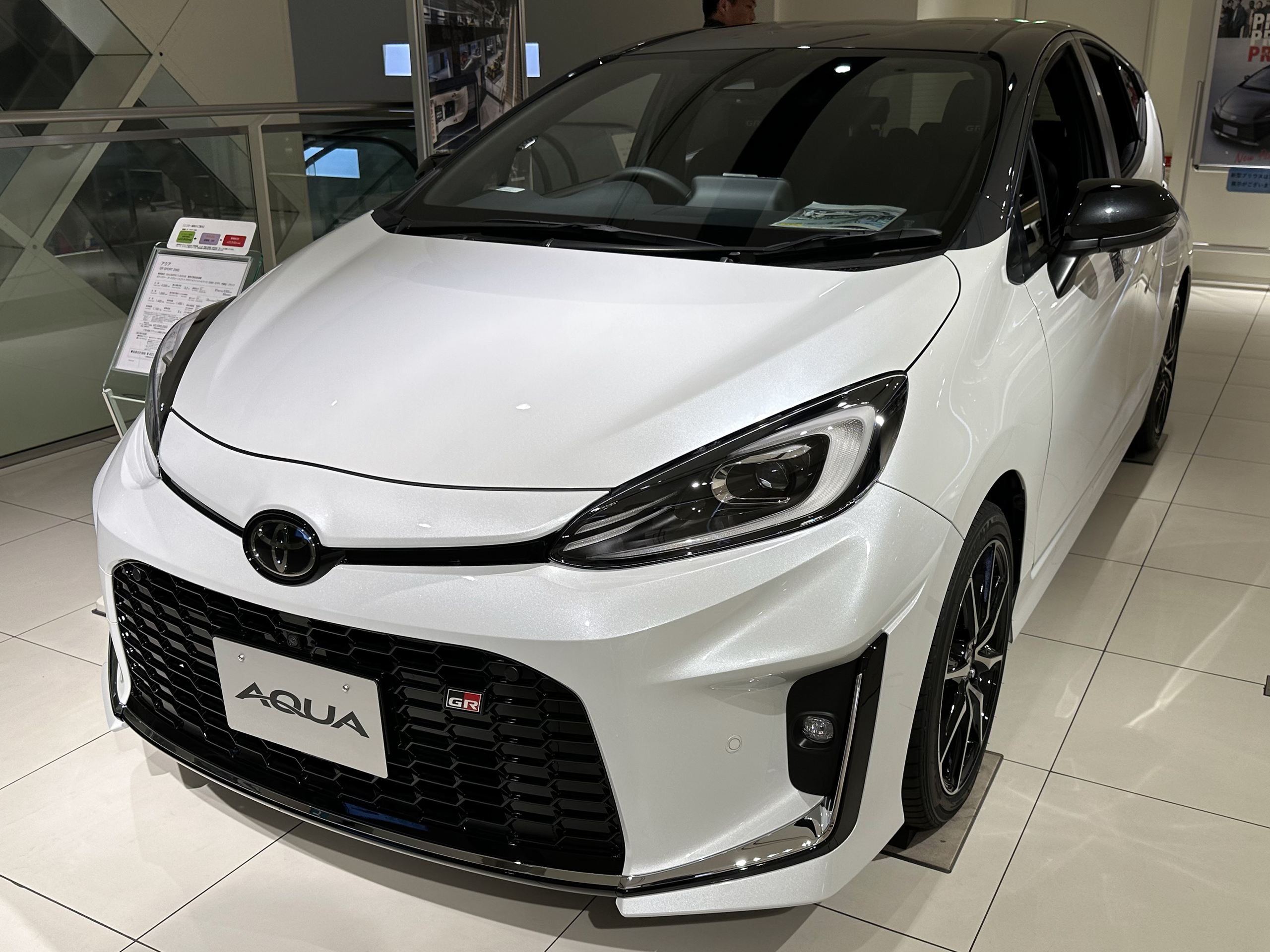
آکوا جی‌آر اسپورت ۲۰۲۳ (ام‌ایکس‌پی‌کی۱۱، ژاپن)
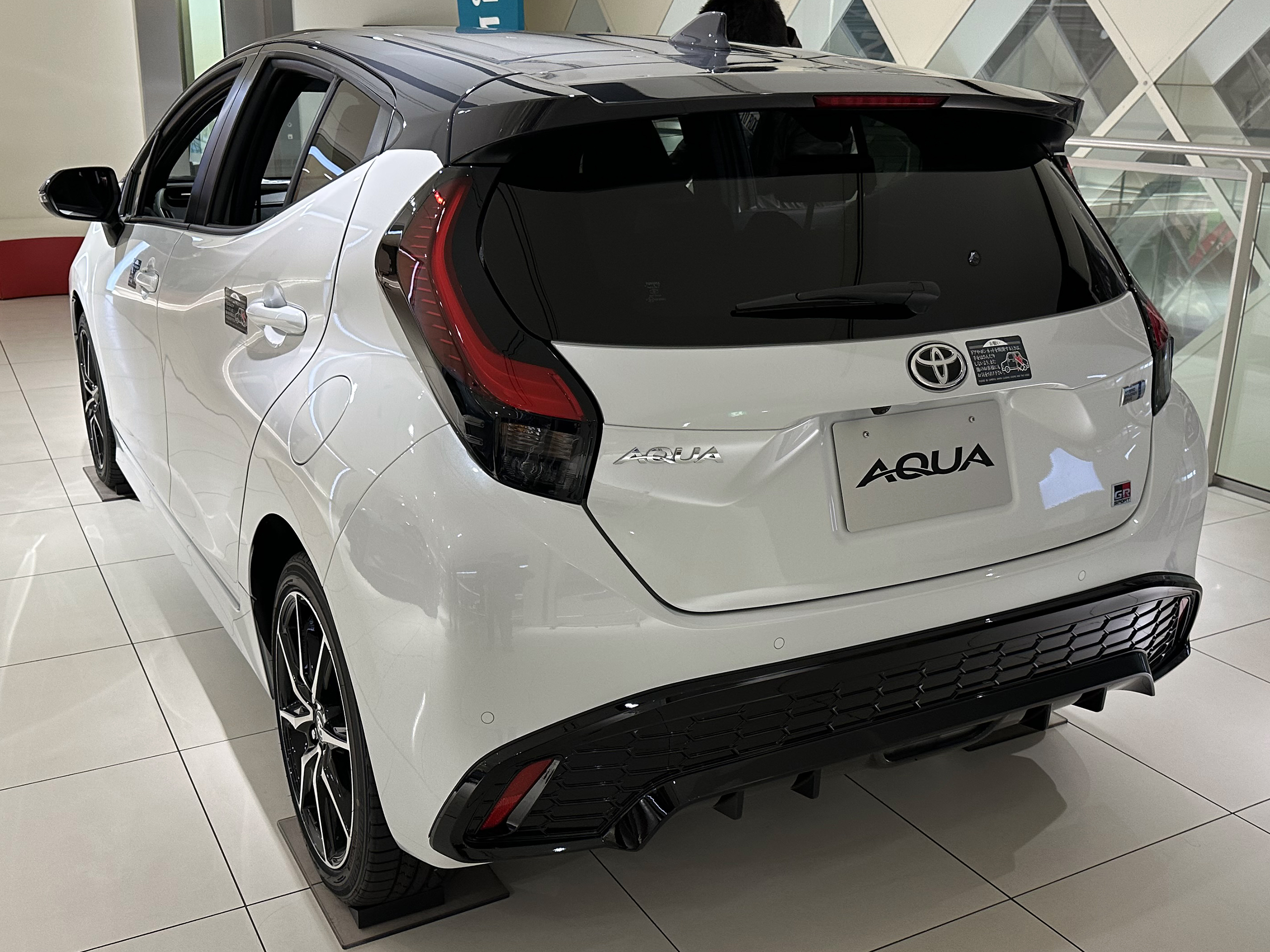
آکوا جی‌آر اسپورت ۲۰۲۳ (ام‌ایکس‌پی‌کی۱۱، ژاپن)
نمای داخلی

## جدول فروش
| سال تقویمی | ژاپن    |
| ---------- | ------- |
| ۲۰۱۱       | ۳۶۱     |
| ۲۰۱۲       | ۲۶۶٫۵۷۴ |
| ۲۰۱۳       | ۲۶۲٫۳۶۷ |
| ۲۰۱۴       | ۲۳۳٫۲۱۲ |
| ۲۰۱۵       | ۲۱۵٫۵۲۵ |
| ۲۰۱۶       | ۱۶۸٫۲۰۸ |
| ۲۰۱۷       | ۱۳۱٫۶۱۵ |
| ۲۰۱۸       | ۱۲۶٫۵۶۱ |
| ۲۰۱۹       | ۱۰۳٫۸۰۳ |
| ۲۰۲۰       | ۵۹٫۵۴۸  |
| ۲۰۲۱       | ۷۲٫۴۹۵  |
| ۲۰۲۲       | ۷۲٫۰۸۴  |
| ۲۰۲۳       | ۸۰٫۲۶۸  |